# Josef Tal
Josef Tal (in ebraico יוסף טל‎?; Pniewy, 18 settembre 1910 – Gerusalemme, 25 agosto 2008) è stato un compositore israeliano; nella sua carriera ha scritto tre opere ebraiche e quattro tedesche, sei sinfonie, tredici concerti e numerose altre composizioni tra cui musica da camera, opere strumentali e composizioni elettroniche. È considerato uno dei padri fondatori della musica artistica israeliana. Nel 1982 ha ricevuto il Wolf Prize per le arti.